# Словенія на зимових Олімпійських іграх 2014
Словенія на зимових Олімпійських іграх 2014 року у Сочі буде представлена 66 спортсменами у 8 видах спорту.

## Медалісти
| Медаль | Спортсмен    | Вид                 | Дисципліна                               | Дата      |
| ------ | ------------ | ------------------- | ---------------------------------------- | --------- |
| Золото | Тіна Мазе    | Гірськолижний спорт | швидкісний спуск, жінки                  | 12 лютого |
| Золото | Тіна Мазе    | Гірськолижний спорт | гігантський слалом, жінки                | 18 лютого |
| Срібло | Петер Превц  | Стрибки з трампліна | нормальний трампін, особисті, чоловіки   | 9 лютого  |
| Срібло | Жан Кошир    | Сноубордниг         | паралельний слалом, чоловіки             | 22 лютого |
| Бронза | Весна Фаб'ян | Лижні перегони      | спринт, жінки                            | 11 лютого |
| Бронза | Тея Грегорін | Біатлон             | переслідування, жінки                    | 11 лютого |
| Бронза | Петер Превц  | Стрибки з трампліна | великий трамплін, особисті, чоловіки     | 15 лютого |
| Бронза | Жан Кошир    | Сноубордниг         | паралельний гігантський слалом, чоловіки | 19 лютого |

## Біатлон
Спринт
| Змагання | Спортсмени   | Час     | Промахи | Місце |
| -------- | ------------ | ------- | ------- | ----- |
| Чоловіки | Яков Фак     | 25:06.5 | 0+0     | 10    |
| Чоловіки | Клемен Бауер | 25:40.7 | 1+1     | 26    |
| Чоловіки | Янез Маріч   | 26:41.3 | 0+1     | 51    |
| Чоловіки | Петер Докл   | 27:20.1 | 1+0     | 72    |
| Жінки    | Тея Грегорін | 21:48.9 | 0+1     | 15    |

Переслідування
| Змагання | Спортсмени   | Час     | Промахи | Місце |
| -------- | ------------ | ------- | ------- | ----- |
| Чоловіки | Клемен Бауер | 35:39.8 | 0+1+2+1 | 24    |
| Чоловіки | Яков Фак     | 36:11.2 | 2+1+1+2 | 31    |
| Чоловіки | Янез Маріч   | 38:58.4 | 0+1+0+2 | 49    |
| Жінки    | Тея Грегорін | 30:12.7 | 0+0+1+0 | 3     |